# AT-10 (航空機)
ビーチクラフト AT-10 ウィチタ
- 用途：高等練習機
- 製造者：ビーチクラフト社
- 運用者： アメリカ合衆国（アメリカ陸軍航空隊）
- 初飛行：1941年7月19日
- 生産数：2,371機
- 運用開始：1942年
- 運用状況：退役

ビーチクラフト AT-10 ウィチタ（Beechcraft AT-10 Wichita）は第二次世界大戦中のアメリカ陸軍航空隊の高等練習機である。ビーチクラフト社とグローブ・エアクラフト社で生産された。
アメリカ陸軍航空隊の多発機のパイロットの養成のために適する双発機の要求に対して、1940年の初めにビーチクラフトはモデル25の設計を開始した。当時、アルミニウムなどの戦略物資の不足が懸念されていたので、戦略物資を使わないことが要求の中にあり、ビーチクラフトは合板を材料に機体を設計した。
モデル25はアメリカ陸軍に評価のために引き渡されたが1941年5月5日に墜落した。翌日からモデル26の製造を始め、7月19日に初飛行し、1942年2月にAT-10として採用され、ビーチクラフトの工場のある地名からウィチタという愛称がつけられた。
カーチス社のAT-9と同エンジン・同規模の機体だったが、本機の方が需要が大きく、生産数はおよそ3倍であった。
1942年の終わりまでに748機が生産され、爆撃機や輸送機のパイロットの養成に用いられた。1943年にビーチクラフトが1,771機で生産を終了し、別に下請けのグローブ・エアクラフトが1944年までに600機を生産した。

## 要目
- 乗員: 2名+乗客2名[1]
- 全長: 10.46 m[1]
- 全巾; 13.41 m[1]
- 全高: 3.15 m[1]
- 自重: 2,150 kg[1]
- 全備重量: 2,780 kg[1]
- エンジン: 2xライカミングR-680-9 空冷星型9気筒[1]
- 出力 2x 295 hp[1] (220 kW)
- 最大速度: 318 km/h[1]
- 巡航高度：5,150 m
- 航続距離：1,240 km[1]